# PH1b

بي اتش 1

 بي اتش 1 (PH1) كوكب خارج المجموعة الشمسية تعيين وكالة ناسا كيبلر 64 بي النوع: كوكب غازي البعد عن مجموعتنا الشمسية: 5000 سنة ضوئية
النجم الذي يدور حوله: ---
الكوكب بي اتش 1 : وهو يقع على مسافة 5000 سنة ضوئية من الأرض، علما أن السنة الضوئية الواحدة تساوي 9.461 مليار كيلومتر.
والكوكب بي اتش 1 كوكب غازي يقارب حجمه حجم الكوكب نبتون الذي يكبر نصف قطر الأرض بست مرات، ويدور حول شمسين، كتلة الأولى تساوي 1,5 كتلة الشمس، والثانية أقل من نصف كتلة الشمس. كما تدور حول الشمسين نجمتان أخريان في مدار واسع يوازي قطره ألف مرة قطر مدار الأرض حول الشمس.
و قال كريس لينتوت في جامعة اكسفورد: «جميع النجوم الاربعة تجتذبه على نحو يهيئ بيئة معقدة للغاية. ومع ذلك فالكوكب يقع في مدار مستقر فيما يبدو».
و يعتبر «بي اتش 1» هو الكوكب الأول المكتشف الذي تدور معه نجمتان، في مدار أوسع، حول الشمسين.

## الاكتشاف والتسمية
التسمية : جاءت التسمية اختصارا لحروف موقع «بلانت هانتر Planet Hunter».
اكتشاف الكوكب : اكتشفه اثنان من المتطوعين الأمريكيين، بعد ان رصدا ضوءا خافتا ناجما عن مرور الكوكب وهو يمر أمام نجومها الرئيسية، ما جعل فريق من علماء الفلك المتخصصين يؤكدون الاكتشاف باستخدام التلسكوبات في مرصد كيك "Keck" في ماونا كيا في هاواي الذي قام بأعمال الملاحظة والمتابعة.
كما جاء الاكتشاف بالاستعانة بموقع (Planethunter.org)